# Misophrice
Misophrice är ett släkte av skalbaggar. Misophrice ingår i familjen vivlar.

## Dottertaxa tillMisophrice, i alfabetisk ordning[1]
- Misophrice albolineata
- Misophrice alternata
- Misophrice amplicollis
- Misophrice amplipennis
- Misophrice apionoides
- Misophrice argentata
- Misophrice arida
- Misophrice barretti
- Misophrice blackburni
- Misophrice brevisetosa
- Misophrice carteri
- Misophrice clathrata
- Misophrice cristatifrons
- Misophrice cylindrica
- Misophrice dispar
- Misophrice dissentanea
- Misophrice dubia
- Misophrice evanida
- Misophrice fenestrata
- Misophrice gloriosa
- Misophrice griffithi
- Misophrice grisea
- Misophrice hispida
- Misophrice hobleri
- Misophrice inconstans
- Misophrice inflata
- Misophrice insularis
- Misophrice lata
- Misophrice minima
- Misophrice munda
- Misophrice nigriceps
- Misophrice nigripes
- Misophrice nigriventris
- Misophrice obliquialba
- Misophrice oblonga
- Misophrice orthorrhina
- Misophrice parallela
- Misophrice quadraticollis
- Misophrice rufiventris
- Misophrice setosa
- Misophrice setulosa
- Misophrice sordida
- Misophrice soror
- Misophrice spilota
- Misophrice squamibunda
- Misophrice squamiventris
- Misophrice squamosa
- Misophrice submetallica
- Misophrice subvariabilis
- Misophrice tuberculata
- Misophrice ursa
- Misophrice v-alba
- Misophrice wardi
- Misophrice variabilis
- Misophrice vicina
- Misophrice viridisquama
- Misophrice vitiata
- Misophrice vittata